# 巴尔比耶尔
巴尔比耶尔（法語：Barbières，法語發音：[baʁbjɛʁ]）是法国德龙省的一个市镇，属于瓦朗斯区。

## 地理
巴尔比耶尔（44°57'23"N, 5°8'27"E）面积14.4 平方千米，位于法国奥弗涅-罗讷-阿尔卑斯大区德龙省，该省份为法国东南部内陆省份，北起顺时针与伊泽尔省、上阿尔卑斯省、上普罗旺斯阿尔卑斯省、沃克吕兹省和阿尔代什省接壤。
与巴尔比耶尔接壤的市镇（或旧市镇、城区）包括：贝赛、莱昂塞勒、马尔什、罗什福尔桑松、圣樊尚拉科芒德里。

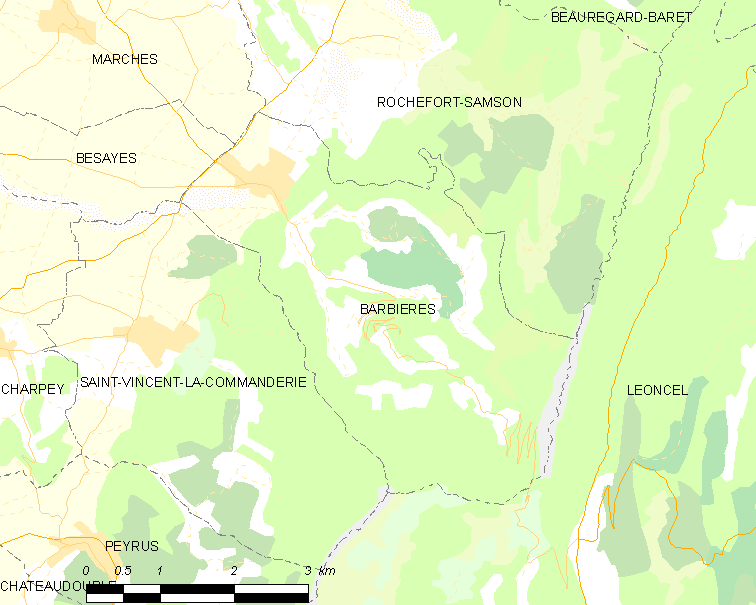
巴尔比耶尔的OSM定位图

巴尔比耶尔的时区为UTC+01:00、UTC+02:00（夏令时）。

## 行政
巴尔比耶尔的邮政编码为26300，INSEE市镇编码为26023。

## 政治
巴尔比耶尔所属的省级选区为韦科尔-晨山县。

## 人口

1962-2008年间巴尔比耶尔人口变化图示

巴尔比耶尔于2022年1月1日时的人口数量为1138人。